# Kiss tha Game Goodbye
Kiss tha Game Goodbye è il primo album in studio del rapper statunitense Jadakiss, pubblicato nel 2001.

## Tracce
1. Intro – 0:57
2. Jada's Got a Gun (feat. E. McCaine & Antoine Stanton) – 4:27
3. Show Discipline (feat. Nas) – 3:39
4. Knock Yourself Out (feat. Pharrell) – 3:32
5. We Gonna Make It (feat. Styles P) – 3:33
6. None of Y'all Betta – 3:37
7. Stick Yourself (skit) (feat. Big Will, Cross & Icepick) – 1:49
8. I'm a Gangsta (feat. Parle) – 3:30
9. Nasty Girl (feat. Carl Thomas) – 3:57
10. Put Your Hands Up – 3:27
11. Jay Jerkin' (skit) – 2:42
12. On My Way (feat. Swizz Beatz) – 4:21
13. Cruisin' (feat. Snoop Dogg) – 3:55
14. Kiss Is Spittin' (feat. Nate Dogg & Mashonda) – 3:55
15. F*cking Or What? – 3:42
16. It's Time I See You – 4:11
17. What You Ride For? (feat. Fiend, 8Ball & Yung Wun) – 4:30
18. Uh-Hunh! (feat. DMX) – 4:22
19. Feel Me – 2:00
20. Keep Ya Head Up (feat. Ann Nesby) – 5:27
21. Charge It (skit) – 5:06